# Сергієвка (Оренбурзький район)
Се́ргієвка (рос. Сергиевка) — село у складі Оренбурзького району Оренбурзької області, Росія.

## Населення
Населення — 1252 особи (2010; 1074 у 2002).
Національний склад (станом на 2002 рік):
- росіяни — 79 %